# Јиржи Соботка
Јиржи Соботка (6. јун 1911 — 20. мај 1994), такође познат као Жорж Соботка, био је чехословачки фудбалер, који је играо за Чехословачку (23 утакмице, 8 голова). Учествовао је на Светском првенству 1934. када је Чехословачка заузела друго место.
Играо је за Славију из Прага, сплитски Хајдук (победник Прве лиге Бановине Хрватске) и Ла Шо де Фонд .
Током свог периода у Сплиту, одиграо је 36 лигашких утакмица и постигао је 17 голова, између сезона 1939/40. и 1940/41. Пре доласка у Југославију, био је тренер играча у Швајцарској у Винтертуру.
Након играчке каријере, тренирао је бројне клубове у Швајцарској и освојио 6 швајцарских купова. Такође је тренирао Шарлроу у Белгији Сант Андреу у Шпанији и репрезентацију Швајцарске.

## Трофеји (као играч)

### Славија Праг
- Првенство Чехословачке (4) : 1932/33, 1933/34, 1934/35, 1936/37.

### Хајдук Сплит
- Првенство Хрватске (1) : 1940/41.

## Трофеји (као тренер)

### Шо де Фонд
- Првенство Швајцарске (2) : 1953/54, 1954/55.
- Куп Швајцарске (5) : 1947/48, 1950/51, 1953/54, 1954/55. 1956/57.

### Фајенорд
- Ередивизија (1) : 1960/61.

### Базел
- Куп Швајцарске (1) : 1962/63.